# Kryštálová jaskyňa
Kryštálová jaskyňa (pol. Jaskinia Kryształowa) – jaskinia w tzw. Krywańskiej Małej Fatrze w Karpatach Zachodnich na Słowacji.

## Położenie
Jaskinia leży w masywie Małego Rozsutca. Jej otwór wejściowy znajduje się w północnych zboczach góry, nad osadą Podhorskovia, na wysokości 973 m n.p.m.

## Charakterystyka
Jaskinia powstała w szarych wapieniach górnego triasu, tzw. reiflingskich, zaliczanych do płaszczowiny choczańskiej. Jest jaskinią niewielką: aktualna długość korytarzy wynosi niespełna 50 m. Pomiary wykonane w maju 2013 r. wykazały w niej temperaturę 5,4 °C i wilgotność 79%.
W jaskini nie występuje klasyczna szata naciekowa, typowa dla ogromnej większości jaskiń krasowych. Zarówno jej dno, jak i ściany pokryte są gęsto kryształami kalcytu w pięciu różnych typach i o różnej wielkości, od 2 do 7 cm, barwy od żółtej i żółtobrązowej po szarą, co powoduje, że jaskinia przypomina wielką geodę. Do dziś nie wyjaśniono ostatecznie i jednoznacznie genezy jaskini. Prowadzone w roku 2013 badania radioizotopowe zdają się potwierdzać pochodzenie hydrotermalne.

## Historia
Jaskinia znana była zapewne od dawna niektórym mieszkańcom Terchovej, chociaż pierwsza pewna wzmianka o niej pochodzi z okresu II wojny światowej. Jej początkowa długość (wg pomiarów z roku 1962) wynosiła 26 m. Już w 1970 r. wejście do jaskini zostało zamknięte przez miejscowych speleologów, jednak w 2002 r. nieznani wandale sforsowali właz i częściowo zniszczyli wystrój jaskini w jej wstępnej części. W 2006 r. po odkopaniu zawału odnaleziono dalsze salki i długość jaskini wzrosła do 34,8 m. Poszczególne fragmenty jaskini noszą nazwy: Dionýzov sud, Aničkina studnička, Ondrejova sienka, Klenotnica, Kaplnka Panny Márie, Jánošíkov skok, Líščia komora.
Eksploracja jaskini prowadzona jest aktualnie przez członków Slovenskej speleologickej spoločnosti pod kierunkiem Adama Vallo z Terchovej.

## Ochrona
Jaskinia leży w granicach rezerwatu przyrody Rozsutec, na terenie parku narodowego Mała Fatra. 1 grudnia 1979 r. została dodatkowo objęta ochroną przez Ministerstwo Kultury ówczesnej Słowackiej Republiki Socjalistycznej jako chroniony twór przyrody (słow. chránený prírodný výtvor Kryštálová jaskyňa).

## Turystyka
Ze względu na swą unikatowość jaskinia nie jest udostępniona do zwiedzania, a jej wejście jest zamknięte. Nie prowadzi do niej żaden szlak turystyczny.